# Alexandre Pichot
Alexandre Pichot (Caen, 6 de enero de 1983) es un ciclista francés.
Debutó como profesional en 2006 y fue miembro del equipo Total Direct Énergie, junto con sus anteriores denominaciones, durante toda su trayectoria deportiva que finalizó en octubre de 2019 tras la celebración de la París-Tours.

## Palmarés
2003 (como amateur)
- 1 etapa del Circuito de las Ardenas
- 1 etapa del Tour de Guadalupe

## Resultados en Grandes Vueltas
| Carrera | Carrera         | 2006 | 2007  | 2008 | 2009  | 2010  | 2011 | 2012 | 2013 | 2014  | 2015 | 2016 | 2017 | 2018 | 2019 |
| ------- | --------------- | ---- | ----- | ---- | ----- | ----- | ---- | ---- | ---- | ----- | ---- | ---- | ---- | ---- | ---- |
|         | Giro de Italia  | —    | 125.º | —    | —     | —     | —    | —    | —    | —     | —    | —    | —    | —    | —    |
|         | Tour de Francia | —    | —     | —    | 117.º | —     | —    | —    | —    | 107.º | —    | —    | —    | —    | —    |
|         | Vuelta a España | —    | —     | Ab.  | —     | 121.º | —    | —    | —    | —     | —    | —    | —    | —    | —    |

—: no participa

Ab.: abandono